# Kevin Lewis
Kevin Mathías Lewis Rodríguez (Cebollatí, Rocha, Uruguay, 8 de enero de 1999), más conocido como Kevin Lewis, es un futbolista uruguayo que juega de centrocampista y su equipo actual es el Albion FC de la Primera División de Uruguay.

## Trayectoria

### Peñarol
Surgió de las Divisiones Formativas del Club Atlético Peñarol. Hizo su debut oficial en la Primera División el 27 de mayo de 2018 en la victoria frente a Atenas por 2 a 1; debutó de forma correcta.

## Cualidades
Es un jugador de grandes condiciones defensivas, tenaz, con gran capacidad de lucha y juego colectivo.

## Clubes
| Club                   | País    | Año           |
| ---------------------- | ------- | ------------- |
| Peñarol                | Uruguay | 2018-presente |
| Sud América (préstamo) | Uruguay | 2021          |
| Albion FC (préstamo)   | Uruguay | 2022-presente |

## Palmarés

### Títulos nacionales
| Título              | Club    | País    | Año  |
| ------------------- | ------- | ------- | ---- |
| Torneo Clausura     | Peñarol | Uruguay | 2018 |
| Campeonato Uruguayo | Peñarol | Uruguay | 2018 |